# Municipio de Hartland (Iowa)
El municipio de Hartland (en inglés: Hartland Township) es un municipio ubicado en el condado de Worth en el estado estadounidense de Iowa. En el año 2010 tenía una población de 262 habitantes y una densidad poblacional de 3,52 personas por km².

## Geografía
El municipio de Hartland se encuentra ubicado en las coordenadas 43°28′5″N 93°19′2″O / 43.46806, -93.31722. Según la Oficina del Censo de los Estados Unidos, el municipio tiene una superficie total de 74.35 km², de la cual 74,34 km² corresponden a tierra firme y (0 %) 0 km² es agua.

## Demografía
Según el censo de 2010, había 262 personas residiendo en el municipio de Hartland. La densidad de población era de 3,52 hab./km². De los 262 habitantes, el municipio de Hartland estaba compuesto por el 98,85 % blancos, el 0,76 % eran afroamericanos, el 0,38 % eran asiáticos. Del total de la población el 1,53 % eran hispanos o latinos de cualquier raza.